# 1826 en Lorraine
Chronologie de la Lorraine
- 1822
- 1823
- 1824
- 1825
- 1826
- 1827
- 1828
- 1829
- 1830

Cette page est une liste d'événements qui se sont produits durant l'année 1826 en Lorraine.

## Événements
- Retour à la chapelle des Cordeliers de Nancy des restes des ducs de Lorraine qui avaient été profanés pendant la révolution[1]. La cérémonie expiatoire est présidée par Mgr de Forbin-Janson[2].

### Presse écrite
- Début de la parution de l'hebdomadaire : Journal judiciaire et administratif d'affiches, annonces et avis divers du 3e arrt du département de la Meurthe[3]

## Naissances

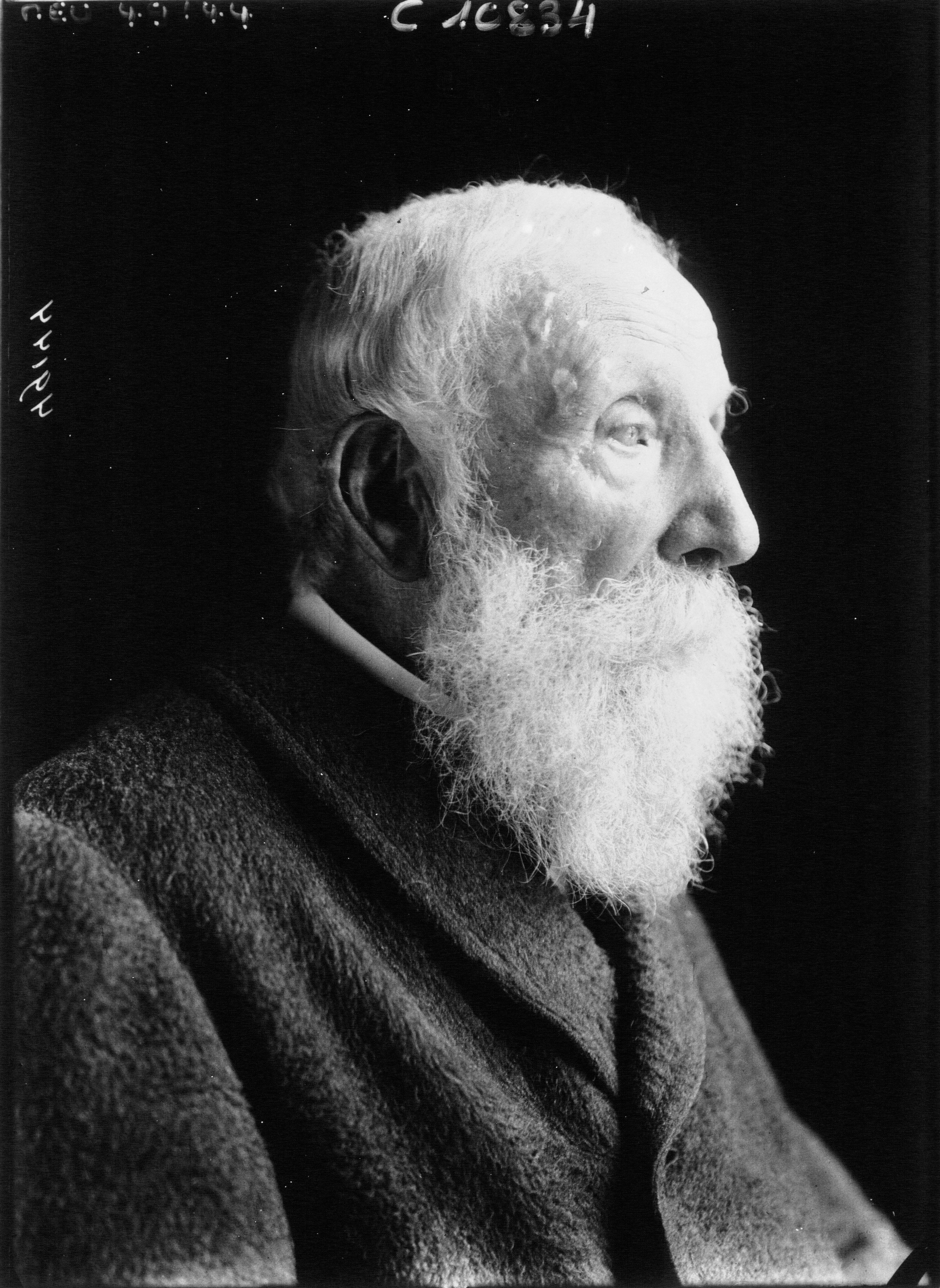
Alfred Mézières en 1914

- 10 février à Metz : Ernest de Bouteiller[4], homme politique français décédé le 26 mai 1883 à Paris 6e[5].
- 25 mars à Vittel (Vosges) : Henri Varroy, mort le 23 mars 1883, ingénieur des Ponts et Chaussées et homme politique français.
- 12 avril à Bey-sur-Seille : Augustin Feyen-Perrin, nom d'usage de Francois Nicolas Augustin Feyen

, mort le 14 octobre 1888 à Paris 9e, peintre, graveur et illustrateur français.
- 13 avril à Vézelise : Maurice Constantin Perrin, mort le 31 août 1889, chirurgien français.
- 27 juin à Darney (Vosges) : Édouard Bresson, homme politique français décédé le 12 mars 1911 à Monthureux-sur-Saône (Vosges).
- 8 juillet à Lunéville : le baron Alfred de Vast-Vimeux, homme politique français décédé le 20 juillet 1888 au château de Péré (Charente-Maritime).
- 29 octobre à Mont-Saint-Martin (alors en Moselle) : Pierre Henri Loizillon, mort le 10 février 1885 à Paris, lieutenant-colonel d'État-major.
- 19 novembre à Réhon (Moselle, aujourd'hui Meurthe-et-Moselle) : Alfred Jean François Mézières, mort le 10 octobre 1915 à Réhon, historien de la littérature, journaliste et homme politique français.
- 18 décembre à Abreschviller : Alexandre Chatrian, mort le 3 septembre 1890 à Villemomble, écrivain français. Il est plus connu sous le nom de plume commun d’« Erckmann-Chatrian » qu’il partage avec son ami Émile Erckmann.
- 20 décembre à Toul : Camille Claude, homme politique français décédé le 19 août 1876 à Toul.

## Décès

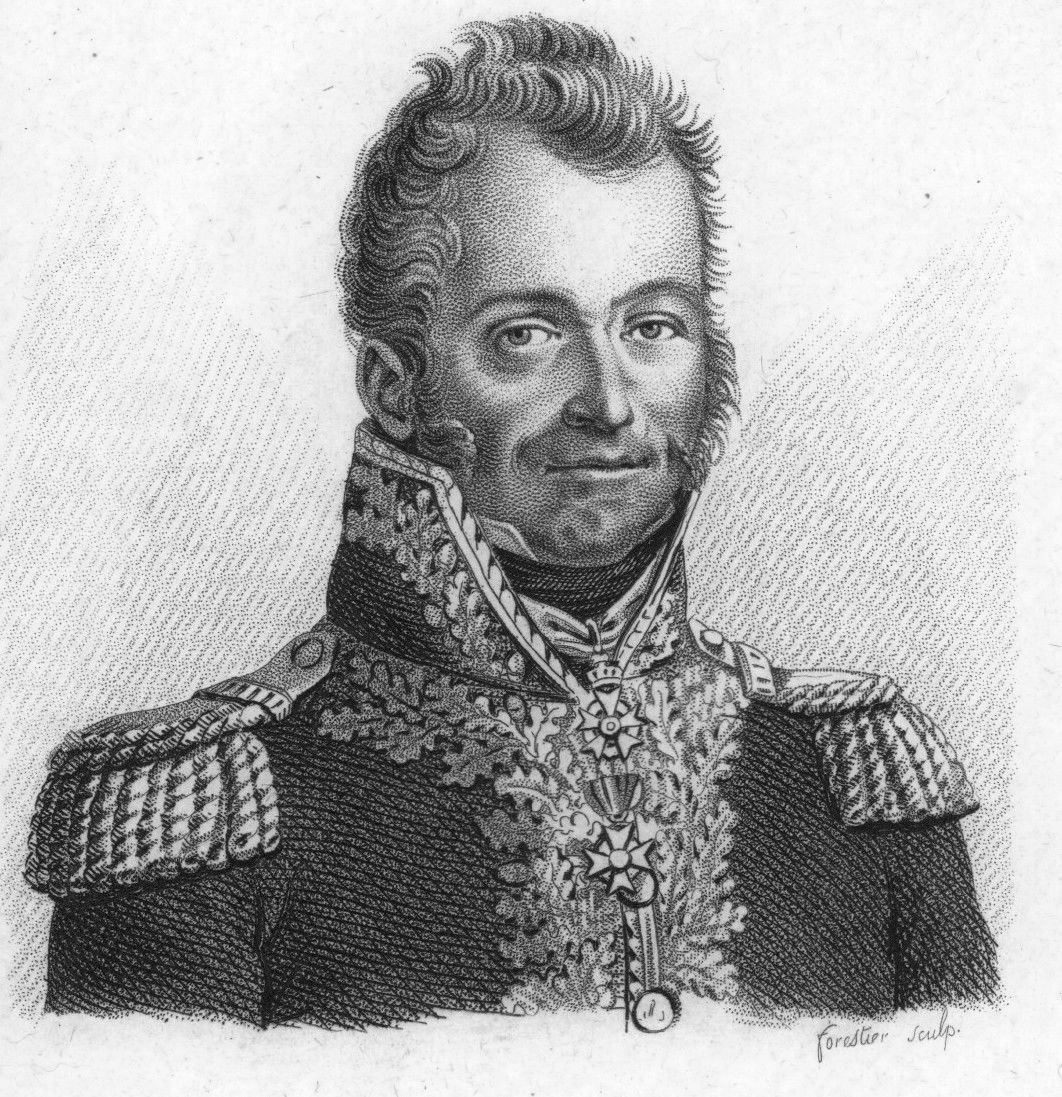
Jean-François Rome.

- 4 février à Remiremont : Nicolas Goré, né le 23 juillet 1754 à Damas-aux-Bois (Vosges), militaire français de la Révolution et de l’Empire.
- 8 février à Metz : Jean Baptiste Cuny, né le 23 novembre 1749 à Baulay (Haute-Saône), militaire français de la Révolution et de l’Empire.
- 12 mai à Metz : Claude Nicolas Emmery (1746-1826). Sous le Premier Empire, il fut député de la Moselle de 1808 à 1815[7].
- 11 juillet à Nancy : Jean-François Rome, né le 30 octobre 1773 à Monay (Jura), général de brigade du Premier Empire.
- 9 octobre à Sainte-Ruffine : François Xavier de Schwarz, né le 8 janvier 1762 à Herrenwies dans le margraviat de Bade-Bade, général français de la Révolution et de l’Empire.